# Achim Hammer
Achim Hammer (* 12. Dezember 1940 in Plauen) ist ein deutscher Schauspieler und Werbesprecher.

## Leben
Hammer übernahm im Zuge der Sexwelle in den späten 1960er und frühen 1970er Jahren Rollen in zeitgenössischen Erotikfilmen, darunter als Hitler in Komm nach Wien, ich zeig dir was! unter Regisseur Rolf Thiele. Er lebte dann in München und entfaltete eine umfangreiche Tätigkeit als Sprecher für Werbe- und Industriefilme.

## Filmografie
- 1966: Hafenpolizei: Der Steward
- 1968: Komm nur, mein liebstes Vögelein
- 1969: Eros-Center Hamburg
- 1969: Die Verschwörung (Fernsehfilm)
- 1969: Robin Hood und seine lüsternen Mädchen
- 1970: Komm nach Wien, ich zeig dir was!
- 1970: Ich – ein Groupie
- 1971: Die Sex-Abenteuer der drei Musketiere
- 1971: Josefine Mutzenbacher II – Meine 365 Liebhaber
- 1971: Hausfrauen-Report
- 1971/1974: Ein langer Ritt nach Eden
- 1971: Mord ist kein Geschäft
- 1973: Alle Menschen werden Brüder
- 1999–2000: Streit um drei (nur Sprecher)

## Hörspiele (Auswahl)
- 1983: Jens Hagen: Brunx (Bertie Brunx) – Regie: Werner Klein (Original-Hörspiel, Kriminalhörspiel – WDR)[2]